# Jacobi-matrix
De jacobi-matrix van een functie is de matrix van de eerste-orde partiële afgeleiden van die functie. Zij {\displaystyle f} een functie 
{\displaystyle f:\mathbb {R} ^{n}\to \mathbb {R} ^{m}},
dus een functie die {\displaystyle n} invoerwaarden nodig heeft en {\displaystyle m} waarden teruggeeft, met
{\displaystyle f(x_{1},x_{2},\ldots ,x_{n})=(f_{1}(x_{1},x_{2},\ldots ,x_{n}),\ldots ,f_{m}(x_{1},x_{2},\ldots ,x_{n}))},
waarvan de eerste-orde partiële afgeleiden bestaan, dan is de jacobi-matrix {\displaystyle J(f)} van {\displaystyle f} als volgt gedefinieerd:
{\displaystyle J(f)={\frac {\partial (f_{1},\cdots ,f_{m})}{\partial (x_{1},\cdots ,x_{n})}}={\begin{bmatrix}{\frac {\partial f_{1}}{\partial x_{1}}}&{\frac {\partial f_{1}}{\partial x_{2}}}&\cdots &{\frac {\partial f_{1}}{\partial x_{n}}}\\{\frac {\partial f_{2}}{\partial x_{1}}}&{\frac {\partial f_{2}}{\partial x_{2}}}&\cdots &{\frac {\partial f_{2}}{\partial x_{n}}}\\\vdots &\vdots &\ddots &\vdots \\{\frac {\partial f_{m}}{\partial x_{1}}}&{\frac {\partial f_{m}}{\partial x_{2}}}&\cdots &{\frac {\partial f_{m}}{\partial x_{n}}}\end{bmatrix}}}

## Jacobiaan
In het geval dat {\displaystyle m=n}, dus als de jacobi-matrix vierkant is, heet de determinant van deze matrix de Jacobiaan. Deze komt naar voren bij coördinatentransformaties in integralen in meer dimensies, zoals van cartesische coördinaten naar poolcoördinaten.
Jacobi-matrix en Jacobiaan zijn naar de Duitse wiskundige Carl Jacobi genoemd, die in zijn loopbaan aan de ontwikkeling van het begrip determinant heeft bijgedragen.

## Gradiënt
Als {\displaystyle m=1}, dus wanneer de functie maar één waarde teruggeeft, komt de jacobi-matrix met de gradiënt van {\displaystyle f} overeen, notatie: {\displaystyle \nabla f}. 

## Inverse
Volgens de inverse-functiestelling is de jacobi-matrix van de inverse van een inverteerbare differentieerbare functie de inverse van de jacobi-matrix van de functie zelf. Als {\displaystyle f:\mathbb {R} ^{n}\to \mathbb {R} ^{m}} in het punt {\displaystyle x_{0}\in \mathbb {R} ^{n}} continu en niet-singulier is, dan is {\displaystyle f} lokaal inverteerbaar in een omgeving van  {\displaystyle x_{0}}, en er geldt
{\displaystyle (J_{f^{-1}})(f(x_{0}))=[(J_{f})(x_{0})]^{-1}}
De Jacobiaan kan dus worden gebruikt om te controleren of een stelsel vergelijkingen van de vorm {\displaystyle f(x)=b} een oplossing heeft. Als {\displaystyle J(f)(x)} regulier is, dus een determinant heeft die ongelijk is aan 0, zal {\displaystyle f} lokaal inverteerbaar zijn in {\displaystyle x} en zullen er in het algemeen oplossingen zijn van de vergelijking.

## Opmerking
De jacobi-matrix is een voorbeeld van een matrix waarbij de elementen niet allemaal dezelfde dimensie hoeven te hebben. De dimensie van {\displaystyle {\partial f_{i}}/{\partial x_{j}}} is die van {\displaystyle f_{i}} gedeeld door die van {\displaystyle x_{j}} en kan daardoor van {\displaystyle i} en {\displaystyle j} afhangen, bijvoorbeeld als het gaat om de Jacobiaan van een coördinatentransformatie.

## Voorbeelden
- Transformatie van poolcoördinaten naar cartesische coördinaten bij integreren

De jacobi-matrix {\displaystyle \det J_{f}} van de transformatie gegeven door:
{\displaystyle {\begin{aligned}x&=r\cos \varphi \\y&=r\sin \varphi \end{aligned}}}
van poolcoördinaten {\displaystyle (r,\varphi )} naar cartesische coördinaten {\displaystyle (x,y)} is {\displaystyle r}, omdat 
{\displaystyle J_{f}={\begin{bmatrix}{\frac {\partial x}{\partial r}}&{\frac {\partial x}{\partial \varphi }}\\[0.5ex]{\frac {\partial y}{\partial r}}&{\frac {\partial y}{\partial \varphi }}\end{bmatrix}}={\begin{bmatrix}\cos \varphi &-r\sin \varphi \\\sin \varphi &r\cos \varphi \end{bmatrix}}}.
{\displaystyle \det J_{f}=r}
Dat geeft dat
{\displaystyle \iint _{f(A)}f(x,y)\ dx\ dy=\iint _{A}f(r\cos \varphi ,\ r\sin \varphi )\ r\ dr\ d\varphi }
- {\displaystyle \int _{-\infty }^{\infty }e^{-x^{2}}dx\ =\ {\sqrt {\ \pi \ }}}

Definieer {\displaystyle I\ =\ \int _{-\infty }^{\infty }e^{-x^{2}}dx}.
Ga over naar een meervoudige integraal.
{\displaystyle I^{2}\ =\ \int _{x=\infty }^{\infty }\ \int _{y=\infty }^{\infty }e^{-(x^{2}+y^{2})}\ {\rm {d}}y\ {\rm {d}}x\ =\ \int _{\varphi =0}^{2\pi }\ \int _{r=0}^{\infty }e^{-r^{2}}\ \det J_{f}\ {\rm {d}}r\ {\rm {d}}\varphi \ =}
{\displaystyle =\ \int _{\varphi =0}^{2\pi }\ \int _{r=0}^{\infty }e^{-r^{2}}\ r\ {\rm {d}}r\ {\rm {d}}\varphi }
Maak gebruik van de kettingregel.
{\displaystyle \int _{\varphi =0}^{2\pi }\ \int _{r=0}^{\infty }e^{-r^{2}}\ r\ {\rm {d}}r\ {\rm {d}}\varphi \ =\ \int _{\varphi =0}^{2\pi }\left[-{\frac {1}{2}}e^{-r^{2}}\right]_{r=0}^{\infty }{\rm {d}}\varphi \ =\ \int _{\varphi =0}^{2\pi }{\frac {1}{2}}\ {\rm {d}}\varphi \ =}
{\displaystyle =\ \left[\ {\frac {1}{2}}\ \varphi \ \right]_{\varphi =0}^{2\pi }\ =\ \pi }

## Websites
- H Hofstede. De Jacobiaan.